# Björn Nordqvist
Pour les articles homonymes, voir Nordqvist.
Björn Nordqvist, né le 6 octobre 1942 à Hallsberg, est un footballeur international suédois qui jouait au poste de défenseur central. De 1963 à 1978 il joue 115 fois pour l'équipe de Suède ce qui constitue au moment où il arrête sa carrière le record de Suède. Il dispute trois coupes du monde avec l'équipe nationale. Il est double champion de Suède avec l'IFK Norrköping et champion des Pays-Bas avec le PSV Eindhoven. 

## Biographie

### En club

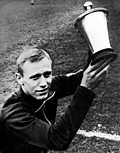
Björn Nordqvist en 1968

Dans sa jeunesse Björn Nordqvist joue au football dans le club de sa ville natale, le Hallsberg IFK, en hiver quand le football n'est plus possible il fait du hockey sur glace ou du bandy. Pour Hallsberg il dispute 49 matchs de championnat entre 1958 et 1960, en marquant cinq buts. En 1961, il s'engage avec l'IFK Norrköping qui venait de fêter son titre de champion de Suède en 1960. Il deviendra champion de Suède en 1962 et 1963. En 1969, il remporte la Coupe de Suède en battant l'AIK Solna 1 à 0, après avoir perdu la finale précédente contre Malmö FF.
Lors de la Coupe des clubs champions européens 1962-1963, Norrköpping sera éliminé en huitième de finale par le futur finaliste Benfica Lisbonne. Puis la saison suivante par le tenant du titre, l'AC Milan. Lors de la Coupe d'Europe des vainqueurs de coupe de football 1969-1970 il sera également éliminé lors des huitièmes de finale.
Nordqvist avait commencé à l'IFK Norrköping comme milieu du terrain, puis sera repositionné comme libero. Il y dispute 468 matchs pour 26 buts marqués. En 1968, il est nommé footballeur suédois de l'année.
À 30 ans, il part pour l'étranger et rejoint le PSV Eindhoven. Ce départ est un vrai changement dans sa vie puisque jusque là il était amateur et ne gagnait pas d'argent en jouant au football. A Eindhoven il devient footballeur professionnel à l'âge de 30 ans. Il s'engage pour deux saisons. En 1974, il remporte, avec son co-péquipier de l'équipe nationale suédoise Ralf Edström, la Coupe des Pays-Bas après une victoire 6 à 0 contre NAC Breda, puis en 1975, le championnat. Dans la Coupe d'Europe des vainqueurs de coupe de football 1974-1975 il atteindra la demi-finale.
Ensuite, il quitte le PSV pour revenir en Suède à l'IFK Göteborg, mais ne participera pas à la finale de la Coupe de Suède gagnée par le club en 1979. Il dispute quatre matchs dans cette compétition puis part cette année aux États-Unis pour jouer deux saisons en NASL chez les Minnesota Kicks, avant de revenir dans son pays pour finir sa carrière en tant que joueur-entraîneur au Örgryte IS. Il arrête sa carrière en 1983 à  41 ans, il aura disputé en 23  ans de carrière plus de 1100 matchs.

### En équipe nationale
Le 4 mai 1963, Björn Nordqvist joue la première fois pour l'équipe de Suède à l'occasion des qualifications aux Jeux olympiques d'été de 1964. Une très jeune équipe de Suède affronte la Hongrie et s'incline sèchement 4-0 à Budapest. Ce n'est qu'à partir de 1966 qu'il aura une place de titulaire régulière, puis dispute trois coupes du monde d'affilée, en 1970, 1974 et 1978. Il dispute un total de dix rencontres de coupe du monde. 
En 1970, au Mexique, les Suédois participent pour la première fois à la compétition depuis leur deuxième place obtenue en 1958 à domicile. L'attente est donc grande tant pour les joueurs que pour les supporters. Une défaite contre l'Italie, un nul contre Israël et une victoire contre l'Uruguay ne suffisent pas pour atteindre les quarts de finale. Ils terminent à égalité de points avec l'Uruguay et ne sont éliminés qu'à cause d'une moins bonne différence de buts. 
En 1974, en Allemagne, la Suède passe le premier tour puis remporte un match sur trois lors du deuxième tour. Nordqvist, Ralf Edström et Ove Grahn auront impressionnés tout le long du tournoi. Lors du premier match contre la Bulgarie Nordqvist n'est que remplaçant et c'est le milieu de terrain de Malmö Bosse Larsson qui tient le poste de défenseur central aux côtés de Kent Karlsson. Il est de retour pour la deuxième rencontre contre les Pays-Bas. Il est chargé de contrôler celui est alors considéré comme le meilleur joueur du monde Johan Cruyff. Après un match nul 0-0 contre les Hollandais puis une victoire 3-0 sur l'Uruguay, les Suédois se qualifient pour le deuxième tour. Ils sont placés dans le Groupe B avec la RFA, la Pologne et la Yougoslavie. Après deux défaites contre la Pologne puis la RFA ils se savent éliminé. Ils remportent tout de même leur dernier match contre les Yougoslaves. 
En 1978, en Argentine il dispute son dixième match de coupe du monde. Il termine sa carrière internationale, deux jours avant son 36e anniversaire, le 4 octobre 1978 à Stockholm contre la Tchécoslovaquie.
Avec 115 sélections en équipe de Suède, il est, lorsqu'il arrête sa carrière, le suédois le plus capé de l'histoire de la sélection. Il sera ensuite dépassé par Thomas Ravelli (143 sélections) et Roland Nilsson (116 sélections). Björn Nordqvist est capitaine de la sélection nationale 92 fois,.

## Palmarès
- Champion de Suède en 1962 et 1963 avec l'IFK Norrköping
- Coupe de Suède en 1969 avec l'IFK Norrköping
- Championnat des Pays-Bas : 1975 avec le PSV Eindhoven
- Coupe des Pays-Bas : 1974 avec le PSV Eindhoven

Björn Nordqvist est élu ballon d'or suédois par le journal Aftonbladet et la Fédération de Suède de football en 1968. Il joue alors sous les couleurs de l'IFK Norrköping.